# Finskt Trav-Kriterium
Finskt Trav-Kriterium är en årlig travtävling på Teivo travbana i Tammerfors i Finland. Treåriga finskfödda varmblodiga travhästar kan delta. Finalen går av stapeln i oktober varje år och körs över 2600 meter med autostart. Förstapris är 112 500 euro. Det är Finlands motsvarighet till Svenskt Trav-Kriterium. Det är ett Grupp 1-lopp, det vill säga ett lopp av högsta internationella klass.

## Vinnare
| År   | Häst              | Kusk             | Tränare              | Odds  | Tid    |
| ---- | ----------------- | ---------------- | -------------------- | ----- | ------ |
| 2023 | God Hyperion      | Henri Bollström  | Timo Korvenheimo     | 5,41  | 1.14,6 |
| 2022 | Corazon Combo     | Pekka Korpi      | Pekka Korpi          | 1,84  | 1.13,9 |
| 2021 | Planbee           | Tommi Kylliäinen | Jukka-Pekka Hukkanen | 22,9  | 1.13,2 |
| 2020 | Sahara Jaeburn    | Jorma Kontio     | Timo Nurmos          | 6,08  | 1.13,7 |
| 2019 | Raskolnikov Frido | Santtu Raitala   | Markku Nieminen      | 6,17  | 1.14,8 |
| 2018 | Lewis Ale         | Tuomas Korvenoja | Tuomas Korvenoja     | 4,36  | 1.14,3 |
| 2017 | Run For Royalty   | Hannu Torvinen   | Mathias Furuhjelm    | 18,47 | 1.17,4 |
| 2016 | Callela Leonard   | Jukka Torvinen   | Markku Nieminen      | 10,19 | 1.14,7 |
| 2015 | Arctic Passion    | Hannu Torvinen   | Pekka Korpi          | 52,73 | 1.15,2 |
| 2014 | Jontte Boy        | Tuomas Korvenoja | Tuomas Korvenoja     | 1,45  | 1.15,4 |
| 2013 | Express Duo       | Ari Moilanen     | Pekka Korpi          | 4,73  | 1,13.9 |
| 2012 | Bosses Lily       | Antti Teivainen  | Antti Teivainen      | 11,67 | 1.15,2 |
| 2011 | Brad de Veluwe    | Tuomas Korvenoja | Tuomas Korvenoja     | 1,24  | 1.15,0 |
| 2010 | Embassy Caviar    | Jorma Kontio     | Timo Nurmos          | 6,20  | 1.16,3 |